# Donatello
Ten artykuł jest teraz edytowany przez Runab (dyskusja, wkład).
Aby zapobiec konfliktom edycji prosimy nie edytować strony do czasu usunięcia tej wiadomości.
Jeżeli ten artykuł nie był edytowany od kilku (nie dotyczy komunikatu o „gruntownej przebudowie”) godzin, należy usunąć szablon.

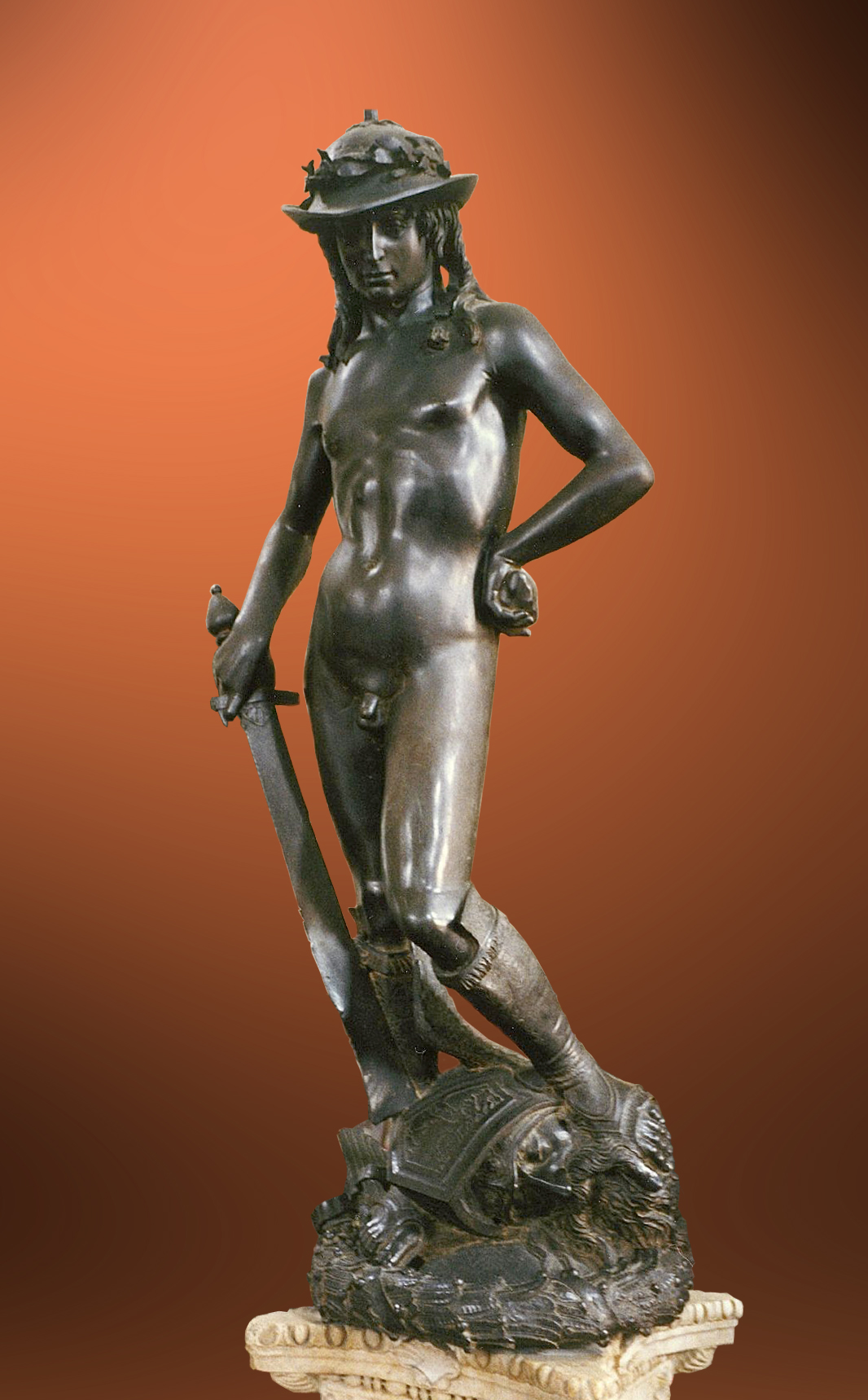
Dawid (ok. 1430–1433 lub ok. 1440–1442)

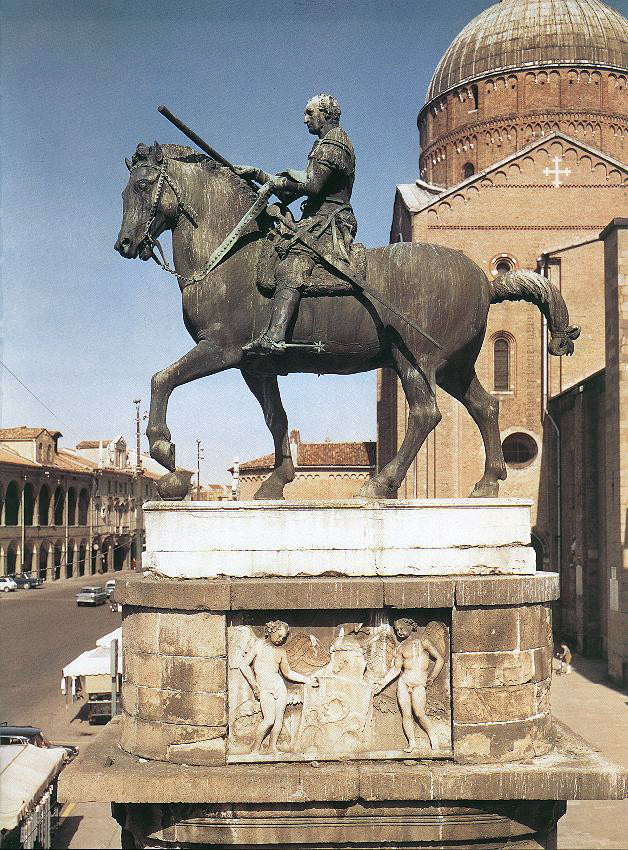
Pomnik Gattamelaty (1446–1447)

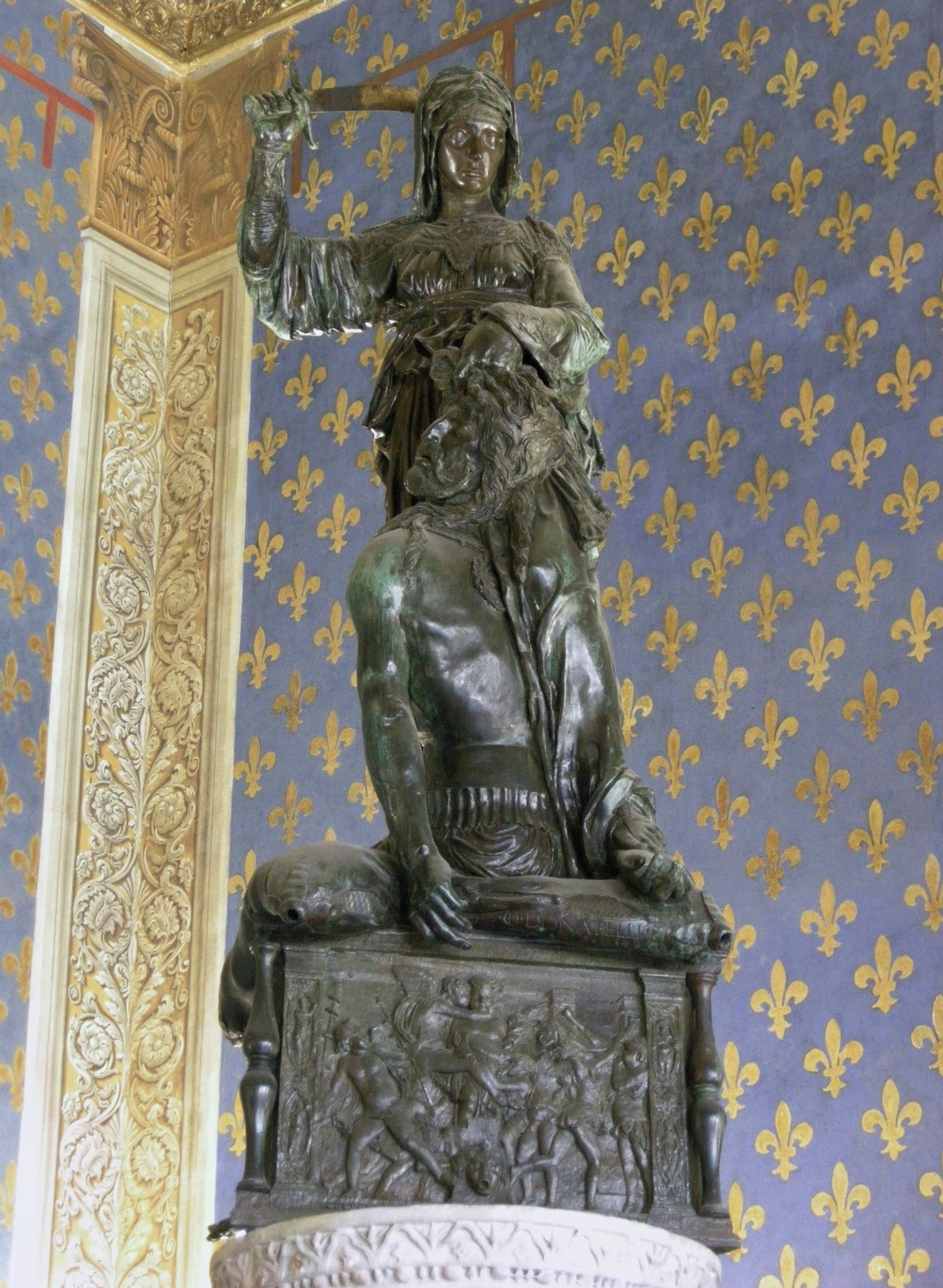
Judyta i Holofernes (1457–1464)

Donatello, właśc. Donato di Niccolò di Betto Bardi (ur. ok. 1386 we Florencji, zm. 13 grudnia 1466 tamże) – rzeźbiarz włoskiego renesansu. Jego twórczość odegrała dużą rolę w rozwój sztuki rzeźbiarskiej w renesansie. Jego najważniejsze dzieła to Dawid i Pomnik Gattamelaty.

## Życiorys
Urodził się ok. 1386 roku we Florencji. Ok. 1400 trafił do warsztatu Lorenza Ghibertiego, gdzie pobierał nauki. Pomiędzy 1404 a 1407 został pracownikiem w jego warsztacie. W latach 1406–1437 tworzył posągi do nisz kampanili katedry Santa Maria del Fiore we Florencji. Powstałe rzeźby przedstawiają: Dawida (1408/1409, uzupełnienia w latach 1412 i 1416), św. Jana Ewangelistę (1408–1415), św. Marka (ok. 1411–1415), pięciu proroków (1416–1422, 1423–1425, 1435–1437), św. Jerzego (ok. 1416), św. Ludwika z Tuluzy (1423). Źródła podają sprzeczne informacje co do rzeźby nazywanej Zuccone. Postać ukazana w posągu jest opisywana jako prorok Habakuk lub Hiob. Międzyczasie ok. 1410 stworzył krucyfiks dla kościoła Santa Croce we Florencji.
W latach 1425–1427 współpracował z Michelozzo nad grobowcem antypapieża Jana XXIII. Autorstwa Donatella jest figura zmarłego.
W latach 1430–1433 lub 1432–1433 wraz z Filippem Brunelleschim studiował sztukę antyczną i architekturę w Rzymie. Na skutek studiów Donatello zaczął stosować w swoich dziełach motywy antyczne. Antykizacja dostrzegalna jest m.in. w tabernakulum z reliefem Zwiastowanie (ok. 1433–1435), ambonie muzycznej w katedrze Santa Maria del Fiore we Florencji (1433–1439) oraz w posągu Dawida (ok. 1430–1433 lub ok. 1440–1442). Na wzór rzeźby antycznej biblijny pasterz został ukazany nago.
Pod koniec 1443 roku Donatello przeprowadził się do Padwy. Tam cztery lata później odlał pomnik konny kondotiera weneckiego Erasmo da Narni, który stanął w 1453 roku. Rzeźba ta znana jest jako Pomnik Gattamelaty lub Gattamelata. Dzieło to było inspirowane Pomnikiem konnym Marka Aureliusza.
W latach 1457–1464 Donatello wyrzeźbił Judytę i Holofernesa. Rzeźba stanowiła metaforę rządów Medyceuszy we Florencji. Początkowo rzeźba znajdowała się na Piazza della Signoria we Florencji, w 1504 roku została przeniesiona do Palazzo Vecchio. Na jej miejscu postawiono Dawida Michała Anioła. 
Zmarł 13 grudnia 1466 roku we Florencji.

## Twórczość
Donatello zasłynął ze wskrzeszenia form pełnej rzeźby, które przyczyniły się do rozwoju rzeźbiarstwa. Przez całe życie interesował się nowymi trendami, które stosował w swoich dziełach. Jego pierwsze rzeźby ukazują wiarę w twórczą aktywność człowieka i entuzjazm. Postacie ukazane na większości rzeźb powstałych w latach 1406–1437 charakteryzują się esowatym przegięciem ciała i płynnym, falistym układem szat, powszechnym w późnogotyckiej rzeźbie. Donatello odszedł od tego modelu pracując nad Zuccone w latach 1423–1425. W pracach powstałych po pobycie Donatella w Rzymie dostrzegalna jest silna antykizacja. Rzeźbiarz zaczął stosować ornamenty, nowy układ fałdów oraz motywy puttów-dzieci. Inspiracje sztuką antyczną dostrzegalne są zwłaszcza na Dawidzie i Pomniku Gattamelaty. Ostatnie dzieła, ukazujące św. Jana Chrzciciela i św. Marię Magdalenę, są bliskie późnośredniowiecznej ascezie. Judyta i Holofernes łączy inspiracje późnoantyczną rzeźbą sarkofagową z tradycją przedstawień narracyjnych w sztuce chrześcijańskiej. W przeciwieństwie do poprzednich dzieł przedstawiających tę historię biblijną, Donatello ukazał Judytę jako postać tragiczną, która pomimo uratowania ludu izraelskiego jest świadoma, że naruszyła przykazanie o niezabijaniu. Chcąc podkreślić scenę, ukazywał ją dramatycznie. Zabieg ten był stosowany umiarkowanie, w porównaniu do późniejszych artystów renesansowych (m.in. Leonarda da Vinci podczas malowania Ostatniej Wieczerzy).

## Wpływ na sztukę
Wraz z Masaccim i Brunelleschim uchodzi za jednego z pionierów sztuki renesansowej. Donatellem inspirowali się m.in. rodzinny klan della Robbia (zwłaszcza Luca della Robbia), Bertoldo di Giovanni, Desiderio da Settignano, Andrea del Verrocchio. Dzieła Donatella studiował również Rafael. Pomnik Gattamelaty, ukazujący jeźdźca spokojnie jadącego na koniu, stał się wzorem posągu konnego w renesansie i baroku.

## Prace

### Wczesne prace
- Grupa rzeźb w katedrze Santa Maria del Fiore we Florencji. W skład rzeźb wchodzą figury: Dawida(inne języki) (1408/1409, uzupełnienia w latach 1412 i 1416), św. Jana Ewangelisty (1408–1415), św. Marka(inne języki) (ok. 1411–1415), pięciu proroków (1416–1422, 1423–1425, 1435–1437), św. Jerzego (ok. 1416), św. Ludwika z Tuluzy (1423)[1]. Rzeźba nazywana Zuccone(inne języki) może ukazywać proroka Habakuka lub Hioba[1][2][3]
- krucyfiks(inne języki) dla kościoła Santa Croce we Florencji (ok. 1410)[1]
- Wiara (rzeźba, 1423–1429, kościół San Giovanni w Sienie(inne języki))[1]
- Nadzieja (rzeźba, 1423–1429, kościół San Giovanni w Sienie)[1]
- niezatytułowane trzy figury aniołów (1423–1429, kościół San Giovanni w Sienie)[1]
- Uczta u Herodiady (relief z brązu, 1423–1429, kościół San Giovanni w Sienie)[1]
- figura antypapieża Jana XXIII na jego grobowcu (1425–1427, baptysterium we Florencji)[1]
- Wniebowzięcie Marii (relief, 1427–1428, kościół San Angelo a Nilo w Neapolu(inne języki))[1]

### Prace po pobycie w Rzymie
- Dawid (ok. 1430–1433 lub ok. 1440–1442, rzeźba, muzeum Bargello we Florencji)[1]
- Ambona muzyczna w katedrze Santa Maria del Fiore we Florencji (1433–1439)[1]
- Zwiastowanie (ok. 1433–1435, relief, kościół Santa Croce we Florencji)[1]
- Muzykujące putta (1433–1439, fragment trybuny śpiewaczej z katedry florenckiej, Muzeum dell’Opera del Duomo we Florencji)[1]
- zewnętrzna ambona w katedrze w Prato (1434–1438)[1]
- dekoracje kaplicy Medyceuszów w bazylice San Lorenzo we Florencji (1435–1443)[1]
- Taniec Salome (relief, ok. 1435, Palais des Beaux-Arts w Lille)[1]
- brązowy krucyfiks w kościele San Antonio w Padwie (1444–1447)[1]
- Pomnik Gattamelaty (1446–1447, Piazza del Santo w Padwie)[1]
- ołtarz w kościele San Antonio w Padwie (1446–1450)[1]
- Cud z osłem (relief, 1447–1448, ołtarz główny kościoła San Antonio w Padwie)[1]

### Ostatnie prace
- dwie drewniane figury św. Jana Chrzciciela (ok. 1450–1453, kościół Santa Maria dei Frari w Wenecji)[1]
- figura św. Marii Magdaleny (ok. 1454–1455 lub po 1460, baptysterium we Florencji)[1]
- Judyta i Holofernes (Judyta z Holofernesem) (brąz, 1457–1464, Palazzo Vecchio we Florencji)[4][9]
- ambony w kościele San Lorenzo we Florencji (ok. 1460–1466)[1]